# Joseph Dweba

a Compétitions nationales et continentales officielles uniquement.

b Matchs officiels uniquement.
Dernière mise à jour le 6 août 2023.
Joseph Dweba, né le 25 octobre 1995 à Carletonville (Afrique du Sud), est un joueur de rugby à XV international sud-africain, évoluant au poste de talonneur. Il joue avec la franchise des Stormers en United Rugby Championship depuis 2022.

## Carrière

### En club
Joseph Dweba rejoint en 2011 l'académie des Golden Lions, l'équipe provinciale de sa région natale du Gauteng, où il joue avec les équipes jeunes pendant trois ans.
En 2014, il rejoint les Free State Cheetahs avec qui il poursuit sa formation. Parallèlement, il joue avec les Bloemfontein Crusaders lors de la Community Cup 2015.
Sa carrière professionnelle débute en 2015 avec les Free State Cheetahs lorsqu'il est appelé à disputer la Vodacom Cup. Il fait ses débuts le 20 mars 2015 contre les Eagles. L'année suivante, il joue également en Currie Cup avec cette même équipe.
Il est retenu en 2016 dans l'effectif des Cheetahs pour disputer le Super Rugby. Il joue son premier match le 2 juillet 2016 contre la Western Force. Après cette première saison où il joue trois rencontres, il prolonge son contrat pour une saison supplémentaire,. Lors de sa deuxième saison de Super Rugby, il est à nouveau peu utilisé, jouant seulement deux rencontres.
En 2018, les Cheetahs sont exclus du Super Rugby, mais Dweba reste fidèle à son équipe, qui rejoint alors le Pro14 pour la saison 2017-2018. Dans l'ombre de joueurs comme Torsten van Jaarsveld, il ne joue qu'un seul match lors de la saison,. La saison, suivante, il profite du départ de van Jaarsveld, pour enfin obtenir du temps de jeu, et s'imposer comme le titulaire au poste de talonneur au sein de sa franchise.
Il enchaîne avec une saison pleine en Currie Cup, où il marque sept essais en huit rencontres, au point d'être considéré comme un des meilleurs joueur de la compétition,. Lors de la saison 2019-2020 du Pro14, il continue à se monter performant, et inscrit sept essais en douze matchs,. Il se fait particulièrement remarquer par son activité sur le terrain, et par une pointe de vitesse inhabituelle pour un talonneur,.
En 2020, malgré une proposition de prolongation avec revalorisation salariale des Cheetahs, il décide de rejoindre l'Union Bordeaux Bègles en Top 14,.
En 2022, après deux saisons passée en France où il n'est pas parvenu à s'imposer, il rentre en Afrique du Sud, et rejoint les Stormers, évoluant en United Rugby Championship.

### En équipe nationale
Joseph Dweba joue avec la sélection scolaire sud-africaine en 2013, jouant aux côtés de joueurs comme Handré Pollard, Jesse Kriel ou Malcolm Marx,.
Il joue par la suite avec l'équipe d'Afrique du Sud des moins de 20 ans dans le cadre des championnats du monde juniors en 2014 et 2015,.
En juin 2021, il est sélectionné pour la première fois avec les Springboks par le sélectionneur Jacques Nienaber pour préparer la tournée des Lions britanniques en Afrique du Sud. Il connaît sa première cape dans le cadre du Rugby Championship 2021, le 21 août 2021 contre l'Argentine à Port Elizabeth.

## Palmarès

### En club
- Vainqueur de la Currie Cup en 2016 et 2019 avec les Free State Cheetahs.

## Statistiques
Au 6 août 2023, Joseph Dweba compte 6 capes en équipe d'Afrique du Sud, dont quatre en tant que titulaire, depuis le 21 août 2021 contre l'équipe d'Argentine à Port Elizabeth.
Il participe à trois éditions du Rugby Championship, en 2021, 2022 et 2023. Il dispute quatre rencontres dans cette compétition.